# Adolf Lu Hitler Marak
Adolf Lu Hitler Marak (1948. április 20. –) indiai politikus Meghálaja szövetségi államban.
A Hazafias Kongresszusi Párt tagjaként erdészeti és környezetvédelmi miniszter volt E.K. Mawlong kormányában, majd együttműködési miniszter F.A. Khonglam kormányzása alatt. 2003 februárjában a választásokon nem került be a Nemzetgyűlésbe. 2003. június 27-én az Achik National Volunteers’ Council nevű betiltott bűnbandával való kapcsolatai miatt letartóztatták, de egy hónappal később óvadék fejében szabadlábra helyezték. Jelöltette magát a 2008-as választásokon a törvényhozásba való bejutásért, de szoros küzdelemben ellenfele, Zenith M Sangma legyőzte. Marak 300 szavazattal lemaradva lett a második legtöbb voksot kapott jelölt.
Érdekesség, hogy Meghálajában nem ő az egyetlen politikus különös névvel. Lenin R. Marak, Stalin L. Nangmin, Frankenstein W. Momin, illetve Tony Curtis Lyngdoh is politizál az államban.

## Nevének eredete
Nevével kapcsolatban Hitler Marak azt mondta a Hindustan Times-nak: „Lehet, hogy a szüleimnek tetszett a név, és ezért Hitlerré kereszteltek … elégedett vagyok a nevemmel, bár nincsenek diktatórikus hajlamaim.” 2013 februárjában a nemzetközi sajtóban széles körben beszámoltak arról, hogy Marak ismét a meghálajai államgyűlésen indul, néhány egyéb furcsa nevű jelölt mellett, például a fent említett Frankenstein W. Momin és Billykid Sangma.